# Горбунов, Григорий Иванович
Григорий Иванович Горбунов (13 октября 1918, дер. Дор, Устюжский уезд, Вологодская губерния, РСФСР (ныне Городищенское сельское поселение Нюксенского района Вологодской области) — 13 ноября 2010, Москва, Российская Федерация) — советский и российский геолог, учёный в области геологии рудных месторождений, магматогенного рудообразования и региональной металлогении, видный организатор науки, член-корреспондент АН СССР (1972).

## Биография
Родился 13 октября 1918 года в крестьянской семье.
В 1941 году окончил Московский геологоразведочный института им. С. Орджоникидзе.
Семь лет проработал в геологоразведочных партиях Министерства цветной металлургии СССР, занимаясь поисками и разведкой месторождений цветных и редких металлов: молибдена — в Еравнинском районе Бурят-Монгольской АССР (1941 г.), кобальто-мышьяковых и золотых руд — в Ошской области Киргизской ССР (1942—1945 гг.), медно-никелевых месторождений — в Печенгском районе (1945—1947 гг.) и редкометальных руд — в Ловозерском районе Мурманской области (1947—1948 гг.).
С 1949 года — в Кольском филиале Академии наук СССР, в 1952—1959 гг. в качестве заместителя председателя Филиала.
В 1952 году защитил кандидатскую диссертацию, в 1964 — докторскую.
В 1959—1965 годах заведовал созданной им лабораторией рудных месторождений ИГЕМ АН СССР.
В 1965—1971 годах — начальник Управления научно-исследовательских организаций Министерства геологии СССР, одновременно — главный редактор журнала «Советская геология».
В 1971—1985 годах — председатель Президиума Кольского филиала Академии наук СССР.
В 1972 году был избран в члены-корреспонденты АН СССР.
В 1985 году назначен заместителем председателя Комиссией по изучению производственных сил и природных ресурсов (КЕПС) при Президиуме АН СССР.
С 1989 года — советник РАН при дирекции ИГЕМ РАН и научный консультант Геологического института КНЦ РАН.
Скончался 13 ноября 2010 года в Москве. Похоронен на Кунцевском кладбище.

## Научные труды
Автор 290 научных публикаций, среди которых 14 монографий. Им подготовлено 12 кандидатов и 5 докторов наук. научная деятельность связана с изучением медно-никелевых, редкометальных и других месторождений Кольского полуострова, Карелии, Балтийского щита, Норильского района и Центрально-Чернозёмных областей России. 
Развиваемая им концепция формирования месторождений базируется на современной методологии комплексного структурно-тектонического, физико-химического и минералого-геохимического анализа обстановок рудообразования, размещения и внутреннего строения рудоносных комплексов и месторождений, проявленных в участках земной коры с различными эндогенными и геодинамическими режимами. 
Он один из авторов проекта бурения Кольской сверхглубокой скважины, давшей неоценимые материалы для изучения глубинного строения древнейших кристаллических щитов и оценки медно-никелевого оруденения в Печенгском рудном районе.

## Награды и звания
- 1966 — Орден Трудового Красного Знамени
- 1966 — присвоено звание «Почетный гражданин города Апатиты Мурманской области»
- 1971 — Орден «Знак Почёта»
- 1975 — Орден Октябрьской Революции
- 1978 — Орден Ленина[3]
- 1981 — Премия Совета Министров СССР